# Mario Scirea
Mario Scirea (* 7. August 1964 in Oltre il Colle, Bergamo) ist ein ehemaliger italienischer Radrennfahrer, der in erster Linie als Edelhelfer für seinen jeweiligen Kapitän fungierte.

## Karriere
Scirea war ein erfolgreicher Amateur. Bereits 1983 wurde er mit dem italienischen Vierer Militär-Weltmeister im Mannschaftszeitfahren. 1987 gewann er in Österreich bei den UCI-Straßen-Weltmeisterschaften  im Mannschaftszeitfahren die Goldmedaille. Zuvor war er im Mai bei der Internationalen Friedensfahrt am Start und wurde dort 70. des Gesamtklassements.
Seine Karriere als Berufsfahrer begann Scirea 1989 bei der kolumbianischen Mannschaft Café de Colombia. 1990 wechselte er zu dem französischen Team Chateau d’Ax–Salotti, wo er – wie dann später auch bei Gatorade und Polti – ein wichtiger Helfer für den zweifachen Weltmeister Gianni Bugno war. 1996 wurde Scirea von der italienischen Mannschaft Saeco als Edelhelfer für den Supersprinter Mario Cipollini verpflichtet, in dessen Dienst er sich bis zum Ende seiner Karriere stellte. Er folgte Cipollini sogar bei dessen Teamwechseln zu Acqua e Sapone und Domina Vacanze und gilt als bester Freund des Weltmeisters im Peloton.
Eigene Erfolge konnte Mario Scirea nur wenige feiern. Noch als Amateur wurde er 1987 Weltmeister im Mannschaftszeitfahren im österreichischen Villach. Er nahm insgesamt 27 Mal an großen Landesrundfahrten teil: fünf Mal an der Vuelta a España, neunmal an der Tour de France und 13 Mal am Giro d’Italia. Zum Ende seiner Karriere wurde er noch zweimal für die italienische Nationalmannschaft bei Weltmeisterschaften nominiert (2002 im belgischen Zolder sowie 2003 im kanadischen Hamilton).
Nachdem er Ende 2004 im Alter von 40 Jahren seine Karriere beendet und eine Ausbildung zum sportlichen Leiter absolviert hatte, wurde Scirea vor der Saison 2005 von der italienischen UCI ProTeam Liquigas als Sportdirektor verpflichtet. Ab 2015 wechselte er zum Team UAE Emirates.

## Privates
Mario Scirea ist mit Ilaria verheiratet, mit der er einen Sohn (Luca) hat.